# Calculate Linux
Calculate Linux è una distribuzione Linux ottimizzata progettata per una rapida implementazione in un ambiente aziendale. Essa si basa sul progetto Gentoo e comprende numerose funzioni pre-configurate. Calculate Linux è distribuita in quattro versioni: Calculate Linux per il desktop (CLD), Calculate Directory Server (CDS), Scratch Calculate Linux (CLS) e Calculate Media Center (CMC). I LiveCD di avvio sono disponibili per tutte le versioni. Essi possono essere utilizzati per installare Calculate Linux su HDD, USB-Flash o USB-HDD.

## Caratteristiche
- Soluzione Client-Server
- Installazione rapida per la versione enterprise (aziendale)
- Lavori in reti eterogenee.
- Server di dominio supporta Windows 2000 / XP / Vista / 7 .
- Modello rolling release di aggiornamenti binari.
- Include Calculate Utility che consente di configurare, compilare ed installare il sistema.
- Il sistema di costruzione consente di modificare la distribuzione e creare nuove immagini ISO.
- Amministrazione semplice.
- Può essere installato su un USB-Flash o USB-HDD con ext4, ext3, ext2, ReiserFS, Btrfs, XFS, JFS, nilfs2 o FAT32.
- 100% compatibile con Gentoo, ma fornisce aggiornamenti ufficiali con repository binari.

## Le distribuzioni
- Calculate Directory Server può agire come un controller di dominio e può configurare Samba, Mail, XMPP, servizi proxy utilizzando semplici comandi.
- Unix-like forniti dal pacchetto di Calculate Utility 2.
- Calculate Linux Desktop KDE / GNOME / MATE è un desktop basato su KDE, Gnome o MATE, inteso come client / workstation; installazione rapida, aggiornamenti di sistema facilitato e capacità di memorizzare gli account utente sul server.
- Calculate Linux desktop Xfce è una versione leggera del desktop, destinato al basso utilizzo delle risorse.
- Calculate Linux Media Center è ottimizzato per l'archiviazione e la riproduzione dei contenuti multimediali.
- Calculate Linux Scratch è destinata principalmente agli amministratori e agli utenti che vogliono avere la propria distribuzione Linux ottimizzata per situazioni specifiche. Con CLS, è possibile creare un LiveCD avviabile o un supporto di installazione USB-Flash con qualsiasi insieme di software di cui si necessita.